# My Sister, My Writer
My Sister, My Writer (俺が好きなのは妹だけど妹じゃない Ore ga Suki nano wa Imōto dakedo Imōto ja nai, kurz Imo-Imo) ist eine seit 2016 veröffentlichte Light-Novel-Reihe von Seiji Ebisu und Gintarō.
Die Serie erfuhr im Dezember 2017 eine Umsetzung als Manga, welcher von Kō Narita geschrieben und im Dragon Age publiziert wird. Die Animationsstudios NAZ und Magia Doraglier setzten die Reihe im Dezember 2018 als Animeserie um.

## Handlung
Yū Nagami ist ein eher durchschnittlicher Oberschüler, der nach seinem Abschluss plant als Light-Novel-Autor zu arbeiten. So sendet er regelmäßig eigens geschriebene Werke bei Newcomer-Wettbewerben ein, scheitert aber jedes Mal in der Vorauswahl. Seine jüngere Schwester Suzuka ist das absolute Gegenteil von ihm: Sie ist eine Ausnahmeschülerin in der Mittelschule. Als sie eines Tages selbst mit einem eigenen Werk bei einem Schreibwettbewerb teilnimmt und diesen gewinnt bittet sie ihren erfolglosen Bruder sich für sie auszugeben, da sie ihre schulischen Leistungen nicht vernachlässigen will. Als vermeintlicher Gewinner nimmt Yū unter dem Pseudonym Towano Chikai an der Preisverleihung des Wettbewerbs teil und trifft dort auf seine zukünftige Verlegerin Reika Shinozaki und der Illustratorin Ahegao Double Peace, die das Werk offiziell veröffentlichen wollen. Unter den anwesenden Gästen befindet sich auch Yūs Mitschülerin Mai Himuro, die ebenfalls eine recht erfolgreiche Light-Novel-Autorin ist.
Während Yū und Suzuka versuchen die Lüge aufrechtzuerhalten beginnt sie allmählich Gefühle für ihren älteren Bruder zu entwickeln.

## Charaktere
Yū Nagami (永見祐, Nagami Yū)
Yū ist Oberschüler und träumt davon, nach seinem Schulabschluss als Light-Novel-Autor zu arbeiten. Er hat eine jüngere Schwester Suzuka. Seit der Mittelschule ist er ein Otaku. Im Vergleich zu seiner kleinen Schwester ist Yū ziemlich unbegabt und ein eher durchschnittlicher Schüler. Nachdem seine Schwester bei einem Newcomer-Schreibwettbewerb gewinnt, nimmt er ihr zuliebe das Pseudonym Towano Chikai an und gibt vor, der Autor des Werkes zu sein. Er hält sich für einen unzuverlässigen Bruder und denkt fälschlicherweise, dass seine Schwester ihn aufgrund ihres rüden Verhaltens ihm gegenüber hasst. Allerdings sorgt er sich sehr um seine Schwester.
Suzuka Nagami (永見涼花, Nagami Suzuka)
Nagami ist ein schönes Mädchen und perfekt in allem was sie macht. Im Vergleich zu ihrem älteren Bruder ist sie an ihrer Schule sehr populär. Sie versucht eine zuverlässige Person zu werden, auch ihrem Bruder gegenüber. Niemand weiß, dass sie über ihren Bruder schwärmt. Als sie eines Tages das Verlangen entwickelt eine eigene Light Novel unter dem Titel The story of a little sister who loves her big brother so much it causes trouble (Deutsch: Die Geschichte von einer kleinen Schwester, die ihren Bruder so sehr liebt, dass es Probleme verursacht) zu schreiben, bittet sie ihren Bruder, nachdem ihr Werk bei einem Wettbewerb gewinnt, in ihre Fußstapfen als Towano Chikai zu treten und sich als Verfasser des Werkes auszugeben.
Mai Himuro (氷室 舞, Himuro Mai)
Mai ist Yūs Klassenkameradin an der Oberschule und ebenfalls eine Schriftstellerin. Sie hat eine Light-Novel-Reihe geschrieben, die Yū verehrt. Mai ist darüber hinaus Fan von Towano Chikais Gewinner-Werk. Des Öfteren besucht sie Yū und versucht, das Geheimnis für den Erfolg seines Werkes herauszufinden.
Ahegao Double Peace (アヘ顔Wピース先生)
Ahegao Double Peace ist eine Illustratorin aus dem Vereinigten Königreich. Sie ist eine sehr muntere Frau mit großen Brüsten. Ahegao lässt keine Gelegenheit aus sexuelle Anspielungen zu geben und liebt sexuell explizite Dinge, wie etwa den Sadismus. Darüber hinaus schreibt sie Erotik-Dōjinshi und verkauft diese auf Comicmessen. Ihr Künstlername bezieht sich auf einen Gesichtsausdruck, welcher überwiegend in erotischen Medien genutzt wird.
Sakura Minazuki (水無月 桜, Minazuki Sakura)
Sakura ist eine professionelle Synchronsprecherin (Seiyū), die bei ihrem ersten Casting entdeckt wurde, da sie keine Schwachpunkte zeigt und deswegen jegliche Rolle spielen kann. Sie möchte einen „kleine-Schwester“-Charakter in einer Animeserie vertonen und ist ein großer Fan von Towano Chikais Light Novel. Auch wenn Yū jünger ist als Sakura, liebt sie es, so zu tun, als ob sie seine kleine Schwester wäre und nennt deswegen Oni-chan als Spitznamen.
Reina Shinozaki (篠崎麗華, Shinozaki Reika)
Reina ist Yūs Verlegerin. Sie meldet sich bei ihm häufig über E-Mail oder per Telefon und scheut sich nicht, sexuelle Anspielungen zu geben, um ihn aus seinen vermeintlichen Blockaden zu holen.
Haruna Kanzaka (神坂 春奈, Kanzaka Haruna)
Haruna ist die jüngere Schwester von Akino und Mitbegründerin eines ziemlich erfolgreichen Dōjin-Zirkels. In der Vergangenheit gehörte auch Ahegao dazu, jedoch entschloss sie sich diesen Zirkel zu verlassen, um eigene Dōjinshi zu veröffentlichen, was Haruna nicht hinnehmen mag. Obwohl sie wütend auf Ahegao ist, macht sie sich eher Sorgen um diese.
Akino Kanzaka (神坂 秋乃, Kanzaka Akino)
Akino ist Harunas ältere Schwester und im Gegensatz zu ihr, eher besonnen und ruhig. Sie ist diejenige, die ihre Schwester besänftigen kann wenn sich diese wieder in Rage geredet hat.

## Umsetzungen

### Light Novel
Die Light-Novel-Reihe stammt aus der Feder des Autors Keiji Ebisu und vom Illustrator Gintarō. Der erste Band erschien im Jahr 2016 und wird seither bei Fujimi Shobō im Fujimi Fantasia Bunko publiziert. Bisher erschienen neun Bände.

### Manga
Am 9. Dezember 2017 erschien der erste Band der Manga-Adaption von Kō Narita im Dragon Age.

### Anime
Zwischen dem 10. Oktober und dem 19. Dezember 2018 wurde auf AT-X und Tokyo MX die Animeserie gezeigt. Als Regisseur fungierte Hiroyuki Furukawa, welcher die originalen Charakterdesigns von Gintarō übernommen hat. Yashikin zeichnete für die in der Serie zu hörende Musik verantwortlich. Das Lied im Vorspann heißt Secret Stories von Purely Monster. Die Serie wurde in den Studios NAZ und Furukawas eigens gegründetem Animationsstudio Magia Doraglier produziert. Die Serie umfasst zehn Episoden und erhielt zudem zwei OVAs.

## Synchronisation
| Rolle               | Japanischer Sprecher (Seiyū) |
| ------------------- | ---------------------------- |
| Yū Nagami           | Tasuko Hatanaka              |
| Suzuka Nagami       | Reina Kondō                  |
| Mai Hirumo          | Yui Ogura                    |
| Ahegao Double Peace | Chinatsu Akasaki             |
| Reika Shinozaki     | Eri Kitamura                 |
| Sakura Minazuki     | Kazusa Aranami               |
| Haruna Kanzaka      | Yua Nagane                   |
| Akino Kanzaka       | Yui Nakajima                 |

## Kritik
Die Animeserie wurde sowohl von Anime-Liebhabern als auch von Animekritikern aufgrund der schlechten Qualität der Animationen verrissen. So bezeichnete Brian Ashcraft vom Kotaku die Serie als eines der beträchtlichsten Produktionsdesaster des Jahres 2018. Als höchstwahrschlichster Grund hierfür wurde das Engagement des Studios Buyu für die Schlüsselanimationen genannt. Zuvor hatte das Unternehmen lediglich die Zwischensequenzen und den Abspann animiert. Zudem wurde kritisch angemerkt, dass hauptsächlich einzelne Personen im Abspann erwähnt werden, anstatt die Produktionsfirmen zu nennen.
Einer der Animateure nannte sich in den Credits im Abspann 正直困太 Shōjiki Komata, was mit „Ehrlich gesagt, ich bin am Arsch“ übersetzt werden kann. Dies deutet darauf hin, dass auch das Animationsteam der Kritik bewusst sein durfte. In den Endings werden sieben Animationsregisseure aufgelistet, was andeute, dass den Animationsregisseuren die Zeit fehlte, um sämtliche Fehler in der Animation zu korrigieren.